# Alen Mustafić
Alen Mustafić, né le 5 juillet 1999 à Tuzla en Bosnie-Herzégovine, est un footballeur bosnien qui évolue au poste de milieu central au Slovan Bratislava.

## Biographie

### En club
Né à Tuzla en Bosnie-Herzégovine, Alen Mustafić est formé par le FK Sloboda Tuzla avant de rejoindre en 2015 le FK Sarajevo, où il poursuit sa formation. Le 25 février 2018, il joue son premier match en professionnel lors d'une rencontre de championnat face au FK Radnik Bijeljina. Il entre en jeu et les deux équipes se neutralisent (0-0 score final). Il devient champion de Bosnie-Herzégovine avec le FK Sarajevo lors de la saison 2018-2019.
Le 24 janvier 2020, Alen Mustafić est prêté au Slovan Bratislava jusqu'à la fin de la saison, avec option d'achat.
Le 31 juillet 2020, Mustafić est recruté définitivement par le Slovan Bratislava,.
Il inscrit son premier but pour le Slovan Bratislava le 4 septembre 2021, lors d'une rencontre de coupe de Slovaquie face au Jednota Malinec. Titulaire, il délivre une passe décisive pour Andre Green en plus de son but, et participe à la victoire de son équipe par sept buts à zéro.
Le 27 janvier 2023, lors du mercato hivernal, Alen Mustafić rejoint le Danemark afin de s'engager en faveur de l'Odense BK. Il signe un contrat courant jusqu'en juin 2026,.

### En sélection
Alen Mustafić représente l'équipe de Bosnie-Herzégovine des moins de 19 ans. Il joue un total de six matchs entre 2017 et 2018.

### Palmarès
FK Sarajevo
- Championnat de Bosnie-Herzégovine (2) :
  - Champion : 2018-19 et 2019-20.

 Slovan Bratislava
- Championnat de Slovaquie (2) :
  - Champion : 2019-20 et 2021-22.